# Trichocera obtusa
Trichocera obtusa är en tvåvingeart som beskrevs av Jaroslav Stary och Martinovsky 1996. Trichocera obtusa ingår i släktet Trichocera och familjen vintermyggor.
Artens utbredningsområde är Tjeckien. Inga underarter finns listade i Catalogue of Life.